# Shakhbazyan 1
Shakhbazyan 1 är en galaxhop i stora björnen. Den är den kompaktaste kända hopen (1979). Hopens massa är en biljon gånger solens. Galaxerna i rör rör sig väldigt långsamt i förhållande till varandra. Den upptäcktes av den armeniska astronomen Shakhbazyan 1957.